# Équipe de Belgique de football en 1962
Maillots
Chronologie
Saison précédente Saison suivante
L'équipe de Belgique de football dispute en 1962 six rencontres amicales et entame le tour préliminaire des éliminatoires du Championnat d'Europe face à la Yougoslavie.

## Objectifs
Ayant manqué la qualification pour la Coupe du monde, les Diables Rouges peuvent se focaliser sur les éliminatoires du Championnat d'Europe où ils espèrent passer le tour préliminaire, l'adversaire est néanmoins de taille puisqu'ils ont hérité avec la Yougoslavie du finaliste de la première édition.

## Résumé de la saison
Durant la décennie qui suit, une génération de joueurs offensifs d'envergure émerge parmi les Diables Rouges, avec des joueurs comme Jacques Stockman, Paul Van Himst et Roger Claessen notamment. Mais ces joueurs ne parviennent pas à qualifier le pays pour une grande compétition internationale. La Belgique est éliminée lors des qualifications pour la Coupe du monde 1962 avec quatre défaites en autant de matchs. Deux ans plus tard, elle est battue dès les huitièmes de finale de la Coupe d'Europe des nations par la Yougoslavie. Lors des éliminatoires de la Coupe du monde 1966, la Belgique termine ex æquo avec la Bulgarie. Les deux équipes doivent disputer un match de barrage à Florence pour les départager, que les Bulgares remportent (2-1). Les Diables Rouges échouent également de peu durant les éliminatoires de l'Euro 1968, terminant un point derrière la France,.

## Bilan de l'année
L'objectif s'annonce difficile, les Belges perdent la première manche (3-2) du tour préliminaire face à la Yougoslavie, finaliste de la première édition, la différence d'un seul but leur permet toutefois d'espérer redresser la situation ou de pousser les Yougoslaves à disputer un match d'appui l'année suivante. Le bilan global de l'année est mitigé avec trois victoires, trois défaites et un partage.

### Coupe d'Europe des nations 1964

#### Tour préliminaire
| Équipe 1             | Résultat   | Équipe 2        | Aller | Retour | Appui |
| -------------------- | ---------- | --------------- | ----- | ------ | ----- |
| Norvège              | 1 - 3      | Suède           | 0 - 2 | 1 - 1  |       |
| Danemark             | 9 - 2      | Malte           | 6 - 1 | 3 - 1  |       |
| Bulgarie             | 4 - 4      | Portugal        | 3 - 1 | 1 - 3  | -     |
| République d'Irlande | 5 - 3      | Islande         | 4 - 2 | 1 - 1  |       |
| Angleterre           | 1 - 1      | France          | 1 - 1 | -      |       |
| Pologne              | 0 - 4      | Irlande du Nord | 0 - 2 | 0 - 2  |       |
| Espagne              | 7 - 3      | Roumanie        | 6 - 0 | 1 - 3  |       |
| Albanie              | Q.-forfait | Grèce           | -     | -      |       |
| Yougoslavie          | 3 - 2      | Belgique        | 3 - 2 | -      |       |
| Hongrie              | 3 - 1      | Pays de Galles  | 3 - 1 | -      |       |
| Pays-Bas             | 3 - 1      | Suisse          | 3 - 1 | -      |       |
| Allemagne de l'Est   | 2 - 1      | Tchécoslovaquie | 2 - 1 | -      |       |
| Italie               | 6 - 0      | Turquie         | 6 - 0 | -      |       |
| Autriche             | exempt     |                 |       |        |       |
| Luxembourg           | exempt     |                 |       |        |       |
| Union soviétique     | exempt_T   |                 |       |        |       |

- Sélection qualifiée pour les huitièmes de finale de l'Euro 1964

## Les matchs
| Match amical                                                    | Belgique                                 | 3 - 1   | Pays-Bas                | Bosuilstadion Deurne, Belgique                    |                                                   |
| 1er avril 1962 · 15:00 heure locale · Historique des rencontres | Jurion 26e (pen.) · van den Berg 33e 80e | (2 – 1) | van der Linden (nl) 37e | Spectateurs : 57 989 Arbitrage : Giulio Campanati | Spectateurs : 57 989 Arbitrage : Giulio Campanati |
| 1er avril 1962 · 15:00 heure locale · Historique des rencontres | Rapport (RBFA) Rapport                   |         |                         | Spectateurs : 57 989 Arbitrage : Giulio Campanati | Spectateurs : 57 989 Arbitrage : Giulio Campanati |

| Match amical                                                 | Belgique               | 1 - 3   | Italie                            | Stade du Heysel Laeken, Belgique             |                                              |
| 13 mai 1962 · 16:00 heure locale · Historique des rencontres | Van Himst 52e          | (0 – 1) | Menichelli 25e · Altafini 65e 85e | Spectateurs : 51 729 Arbitrage : Jarl Hansen | Spectateurs : 51 729 Arbitrage : Jarl Hansen |
| 13 mai 1962 · 16:00 heure locale · Historique des rencontres | Rapport (RBFA) Rapport |         |                                   | Spectateurs : 51 729 Arbitrage : Jarl Hansen | Spectateurs : 51 729 Arbitrage : Jarl Hansen |

| Match amical                                                 | Portugal               | 1 - 2   | Belgique                | Estádio José Alvalade Lisbonne, Portugal          |                                                   |
| 17 mai 1962 · 21:30 heure locale · Historique des rencontres | Eusébio 51e            | (0 – 2) | Stockman 6e · Jurion 9e | Spectateurs : 20 000 Arbitrage : Juan Gardeazábal | Spectateurs : 20 000 Arbitrage : Juan Gardeazábal |
| 17 mai 1962 · 21:30 heure locale · Historique des rencontres | Rapport (RBFA) Rapport |         |                         | Spectateurs : 20 000 Arbitrage : Juan Gardeazábal | Spectateurs : 20 000 Arbitrage : Juan Gardeazábal |

| Match amical                                                 | Pologne                    | 2 - 0   | Belgique | Stadion Dziesięciolecia Varsovie, Pologne           |                                                     |
| 23 mai 1962 · 17:00 heure locale · Historique des rencontres | Lentner 10e · Brychczy 75e | (1 – 0) |          | Spectateurs : 65 000 Arbitrage : Lajos Horváth (hu) | Spectateurs : 65 000 Arbitrage : Lajos Horváth (hu) |
| 23 mai 1962 · 17:00 heure locale · Historique des rencontres | Rapport (RBFA) Rapport     |         |          | Spectateurs : 65 000 Arbitrage : Lajos Horváth (hu) | Spectateurs : 65 000 Arbitrage : Lajos Horváth (hu) |

| Match amical                                                     | Belgique                     | 2 - 0   | Pays-Bas | Bosuilstadion Deurne, Belgique                     |                                                    |
| 14 octobre 1962 · 15:00 heure locale · Historique des rencontres | Stockman 41e · Van Himst 55e | (1 – 0) |          | Spectateurs : 54 662 Arbitrage : Caballero Camacho | Spectateurs : 54 662 Arbitrage : Caballero Camacho |
| 14 octobre 1962 · 15:00 heure locale · Historique des rencontres | Rapport (RBFA) Rapport       |         |          | Spectateurs : 54 662 Arbitrage : Caballero Camacho | Spectateurs : 54 662 Arbitrage : Caballero Camacho |

| Championnat d'Europe 1964 Qualifications - Tour préliminaire     | Yougoslavie                          | 3 - 2   | Belgique                  | Stadion JNA Belgrade, Yougoslavie                     |                                                       |
| 4 novembre 1962 · 14:15 heure locale · Historique des rencontres | Skoblar 12e 32e (pen.) · Vasović 89e | (2 – 1) | Stockman 26e · Jurion 58e | Spectateurs : 25 430 Arbitrage : Alois Obtulovič (hu) | Spectateurs : 25 430 Arbitrage : Alois Obtulovič (hu) |
| 4 novembre 1962 · 14:15 heure locale · Historique des rencontres | Rapport (RBFA) Rapport               |         |                           | Spectateurs : 25 430 Arbitrage : Alois Obtulovič (hu) | Spectateurs : 25 430 Arbitrage : Alois Obtulovič (hu) |

| Match amical                                                     | Belgique               | 1 - 1   | Espagne     | Stade du Heysel Laeken, Belgique             |                                              |
| 2 décembre 1962 · 14:30 heure locale · Historique des rencontres | Jurion 50e             | (0 – 1) | Guillot 30e | Spectateurs : 39 808 Arbitrage : Marcel Bois | Spectateurs : 39 808 Arbitrage : Marcel Bois |
| 2 décembre 1962 · 14:30 heure locale · Historique des rencontres | Rapport (RBFA) Rapport |         |             | Spectateurs : 39 808 Arbitrage : Marcel Bois | Spectateurs : 39 808 Arbitrage : Marcel Bois |

## Les joueurs
| Joueurs            | Joueurs                   | Amical | Amical | Amical | Amical | Amical | QCE 1964 | Amical |
| ------------------ | ------------------------- | ------ | ------ | ------ | ------ | ------ | -------- | ------ |
| Gardiens de but    |                           |        |        |        |        |        |          |        |
| Jean Nicolay       | Standard de Liège         | 90     | 90     | 90     | 90     | 90     | 90       | 90     |
| Guy Delhasse       | RFC Liégeois              | r      | r      | r      | r      |        | r        | r      |
| Fernand Boone      | RFC Brugeois              |        |        |        |        | r      |          |        |
| Défenseurs         |                           |        |        |        |        |        |          |        |
| Roland Storme      | RFC Brugeois              | 90     | r      | r      | r      |        |          |        |
| Laurent Verbiest   | RSC Anderlechtois         | 90     |        |        |        | 90     | 90       | 90     |
| Guy Raskin         | R Beerschot AC            | 90     | 90     | 90     | 90     | r      | r        |        |
| Edward Wauters     | Royal Antwerp FC          | r      |        |        |        |        |          |        |
| Émile Lejeune      | RFC Liégeois              | r      | 90     | 90     | 90     | r      |          |        |
| Lucien Spronck     | Standard de Liège         |        |        |        |        | 90     | 90       | r      |
| Georges Heylens    | RSC Anderlechtois         |        |        |        |        | 90     | 90       | 90     |
| Jean Cornelis      | RSC Anderlechtois         |        |        |        |        |        |          | 90     |
| Milieux            |                           |        |        |        |        |        |          |        |
| Yves Baré          | RFC Liégeois              | 90     | 90     | 90     | 90     | 90     | 90       |        |
| Pierre Hanon       | RSC Anderlechtois         | 90     | 90     | 90     | 90     | 90     | 90       | 90     |
| Jef Jurion         | RSC Anderlechtois         | 90     | 90     | 90     | 90     | 90     | 90       | 90     |
| Paul Van Himst     | RSC Anderlechtois         | 90     | 90     | 90     | 90     | 90     | 90       | 90     |
| Martin Lippens     | RSC Anderlechtois         |        | 90     | 90     | 90     |        |          | 90     |
| Léon Semmeling     | Standard de Liège         |        |        |        |        | 90     | r        |        |
| Félix Geybels      | K Beringen FC             |        |        |        |        |        | r        | r      |
| Robert Deurwaerder | RFC Brugeois              |        |        |        |        |        |          | r      |
| Attaquants         |                           |        |        |        |        |        |          |        |
| Paul van den Berg  | Union Saint-Gilloise      | 90     | 90     | 90     | 90     | 90     | 90       | 90     |
| Roger Claessen     | Standard de Liège         | 30e    | 90     | 33e    |        |        |          |        |
| Marcel Paeschen    | Standard de Liège         | 90     | 46e    | r      | r      | r      |          |        |
| Jacques Stockman   | RSC Anderlechtois         | 30e    | r      | 33e    | 42e    | 90     | 90       | 90     |
| Wilfried Puis      | RSC Anderlechtois         |        | 46e    | 90     | 90     |        | 90       | 90     |
| Léon Ritzen        | K Waterschei SV THOR Genk |        |        |        | 42e    |        |          |        |

Un « r » indique un joueur qui était parmi les remplaçants mais qui n'est pas monté au jeu.
1. 1 2  Dernière sélection officielle pour le joueur.
2. 1 2 3  Première sélection officielle pour le joueur.

## Sources